# Cantonul Pertuis
Cantonul Pertuis este un canton din arondismentul Apt, departamentul Vaucluse, regiunea Provence-Alpes-Côte d'Azur, Franța.

## Comune
- Ansouis
- Beaumont-de-Pertuis
- Cabrières-d'Aigues
- Grambois
- La Bastide-des-Jourdans
- La Bastidonne
- La Motte-d'Aigues
- La Tour-d'Aigues
- Mirabeau
- Pertuis (reședință)
- Peypin-d'Aigues
- Saint-Martin-de-la-Brasque
- Sannes
- Vitrolles-en-Luberon